# Martin Růžička (1985)
Martin Růžička (* 15. prosince 1985 Beroun) je český lední hokejista, hrající na postu útočníka za tým HC Oceláři Třinec. V sezóně 2010/2011 vytvořil rekord play off české extraligy, když nasbíral 33 bodů za 17 branek a 16 asistencí.
Ve 49. kole základní části Extraligy ledního hokeje sezony 2012/13 Martin Růžička vyrovnal v zápase Zlína s Třincem střelecký rekord Davida Moravce ze sezony 1997/98, kdy David Moravec dokázal nastřílet 38 branek. V témže zápase přidal Martin Růžička ještě asistenci a překonal tak extraligový produktivní rekord Richarda Krále ze sezony 1999/2000, kdy nasbíral Richard král 77 bodů za 24 branek a 53 asistencí. Martin Růžička má tedy po 52. kole na svém kontě 83 kanadských bodů za 40 branek a 43 asistencí a stal se tak novým rekordmanem v produktivitě kanadských bodů a překonal střelecký rekord, který činil 38 branek. Na konci sezóny 2013/2014 podepsal dvouletou smlouvu s ruským účastníkem KHL, Traktorem Čeljabinsk.
Dne 22. září 2020 v Litvínově vstřelil dva góly, čímž dal za Oceláře v nejvyšší domácí soutěži 219 gólů a stal se novým klubovým rekordmanem (překonal Jiřího Polanského s 218 góly). Dne 23. ledna 2022 v domácím vítězném utkání (7:3) proti Mladé Boleslavi překonal rekord Richarda Krále co se týče kanadských bodů (568 bodů).

## Ocenění a úspěchy
- 2011 ČHL – Hokejista sezony
- 2011 ČHL – Nejlepší střelec v playoff
- 2011 ČHL – Nejlepší nahrávač v playoff
- 2011 ČHL – Nejproduktivnější hráč v playoff
- 2011 ČHL – Cena Václava Paciny
- 2013 ČHL – Nejlepší střelec
- 2013 ČHL – Nejlepší nahrávač
- 2013 ČHL – Nejproduktivnější hráč
- 2013 ČHL – Nejlepší střelec v přesilových hrách
- 2014 ČHL – Nejlepší střelec v přesilových hrách
- 2014 ČHL – Nejvytíženější hráč na ledě
- 2018 ČHL – Nejvíce vstřelených vítězných branek
- 2019 ČHL – Nejlepší střelec v playoff
- 2019 ČHL – Nejlepší nahrávač v playoff
- 2019 ČHL – Nejproduktivnější hráč v playoff
- 2021 ČHL – Nejlepší nahrávač
- 2023 ČHL – Nejproduktivnější hráč
- 2023 ČHL – Nejlepší střelec v playoff
- 2023 ČHL – Nejproduktivnější hráč v playoff

## Prvenství

### ČHL
- Debut - 11. září 2005 (Bílí Tygři Liberec proti HC Sparta Praha)
- První asistence - 23. října 2005 (HC Sparta Praha proti Vsetínská hokejová)
- První gól - 29. září 2006 (HC Znojemští Orli proti HC Slavia Praha, českému brankáři Petru Fraňkovi)
- První hattrick - 24. září 2010 (HC Oceláři Třinec proti HC Slavia Praha)

### KHL
- Debut – 1. listopadu 2011 (Amur Chabarovsk proti OHK Dynamo Moskva)
- První asistence – 1. listopadu 2011 (Amur Chabarovsk proti OHK Dynamo Moskva)
- První gól – 16. listopadu 2011 (HK Jugra Chanty-Mansijsk proti Amur Chabarovsk, ruskému brankáři Michajl Birjukov)

## Klubová statistika
| Sezóna       | Klub                  | Soutěž       |     | Základní část | Základní část | Základní část | Základní část | Základní část |    | Play off | Play off | Play off | Play off | Play off |
| Sezóna       | Klub                  | Soutěž       | Z   | G             | A             | B             | TM            | Z             | G  | A        | B        | TM       |          |          |
| 2003–04      | Everett Silvertips    | WHL          | 68  | 4             | 12            | 16            | 10            | 21            | 1  | 3        | 4        | 4        |          |          |
| 2004–05      | Lethbridge Hurricanes | WHL          | 57  | 5             | 5             | 10            | 33            | 3             | 0  | 0        | 0        | 0        |          |          |
| 2005–06      | HC Sparta Praha jun.  | ČHL-20       | 7   | 5             | 4             | 9             | 16            | —             | —  | —        | —        | —        |          |          |
| 2005–06      | HC Sparta Praha       | ČHL          | 29  | 0             | 1             | 1             | 8             | 9             | 0  | 1        | 1        | 0        |          |          |
| 2005–06      | HC Berounští Medvědi  | 1.ČHL        | 13  | 0             | 2             | 2             | 4             | —             | —  | —        | —        | —        |          |          |
| 2006–07      | HC Znojemští Orli     | ČHL          | 51  | 9             | 7             | 16            | 50            | 10            | 1  | 1        | 2        | 2        |          |          |
| 2007–08      | HC Znojemští Orli     | ČHL          | 42  | 10            | 8             | 18            | 20            | 3             | 0  | 0        | 0        | 4        |          |          |
| 2007–08      | HC Olomouc            | 1.ČHL        | 1   | 0             | 0             | 0             | 0             | —             | —  | —        | —        | —        |          |          |
| 2008–09      | HC Znojemští Orli     | ČHL          | 48  | 10            | 5             | 15            | 22            | —             | —  | —        | —        | —        |          |          |
| 2008–09      | HC Olomouc            | 1.ČHL        | 3   | 4             | 3             | 7             | 0             | —             | —  | —        | —        | —        |          |          |
| 2009–10      | HC Oceláři Třinec     | ČHL          | 51  | 23            | 24            | 47            | 34            | 5             | 2  | 2        | 4        | 2        |          |          |
| 2010–11      | HC Oceláři Třinec     | ČHL          | 51  | 24            | 26            | 50            | 40            | 18            | 17 | 16       | 33       | 8        |          |          |
| 2011–12      | Amur Chabarovsk       | KHL          | 33  | 10            | 5             | 15            | 14            | 4             | 1  | 0        | 1        | 2        |          |          |
| 2012–13      | HC Oceláři Třinec     | ČHL          | 52  | 40            | 43            | 83            | 18            | 12            | 6  | 3        | 9        | 2        |          |          |
| 2013–14      | HC Oceláři Třinec     | ČHL          | 52  | 26            | 29            | 55            | 20            | 11            | 7  | 4        | 11       | 12       |          |          |
| 2014–15      | Traktor Čeljabinsk    | KHL          | 58  | 13            | 10            | 23            | 32            | 6             | 1  | 0        | 1        | 2        |          |          |
| 2014–15      | Čelmet Čeljabinsk     | VHL          | 1   | 0             | 0             | 0             | 0             | —             | —  | —        | —        | —        |          |          |
| 2015–16      | Traktor Čeljabinsk    | KHL          | 52  | 5             | 5             | 10            | 18            | —             | —  | —        | —        | —        |          |          |
| 2016–17      | HC Oceláři Třinec     | ČHL          | 33  | 9             | 13            | 22            | 8             | 6             | 0  | 3        | 3        | 2        |          |          |
| 2017–18      | HC Oceláři Třinec     | ČHL          | 49  | 29            | 25            | 54            | 42            | 5             | 1  | 1        | 2        | 6        |          |          |
| 2018–19      | HC Oceláři Třinec     | ČHL          | 42  | 19            | 25            | 44            | 18            | 17            | 7  | 11       | 18       | 12       |          |          |
| 2019–20      | HC Oceláři Třinec     | ČHL          | 18  | 7             | 10            | 17            | 2             | —             | —  | —        | —        | —        |          |          |
| 2020–21      | HC Oceláři Třinec     | ČHL          | 52  | 19            | 44            | 63            | 34            | 16            | 8  | 7        | 15       | 2        |          |          |
| 2021–22      | HC Oceláři Třinec     | ČHL          | 52  | 21            | 27            | 48            | 12            | 13            | 2  | 7        | 9        | 2        |          |          |
| 2022–23      | HC Oceláři Třinec     | ČHL          | 52  | 23            | 29            | 52            | 18            | 22            | 9  | 8        | 17       | 4        |          |          |
| 2023–24      | HC Oceláři Třinec     | ČHL          | 50  | 23            | 39            | 62            | 18            | 18            | 1  | 2        | 3        | 2        |          |          |
| 2024–25      | HC Oceláři Třinec     | ČHL          | 31  | 4             | 12            | 16            | 4             | 9             | 2  | 3        | 5        | 4        |          |          |
| Celkem v ČHL | Celkem v ČHL          | Celkem v ČHL | 755 | 296           | 367           | 663           | 368           | 185           | 63 | 69       | 132      | 74       |          |          |
| Celkem v KHL | Celkem v KHL          | Celkem v KHL | 143 | 28            | 20            | 48            | 64            | 10            | 2  | 0        | 2        | 4        |          |          |

## Reprezentace
| Rok                       | Tým                       | Soutěž                    | Z  | G | A | B | TM |
| ------------------------- | ------------------------- | ------------------------- | -- | - | - | - | -- |
| 2010                      | Česko                     | MS                        | 8  | 0 | 0 | 0 | 0  |
| 2014                      | Česko                     | MS                        | 3  | 0 | 0 | 0 | 0  |
| 2018                      | Česko                     | OH                        | 6  | 1 | 1 | 2 | 2  |
| Seniorská kariéra celkově | Seniorská kariéra celkově | Seniorská kariéra celkově | 17 | 1 | 1 | 2 | 2  |

## Další turnaje
| Rok          | Tým          | Soutěž       | Z  | G | A | B | TM |
| ------------ | ------------ | ------------ | -- | - | - | - | -- |
| 2010/2011    | Česko        | EHT          | 9  | 0 | 0 | 0 | 2  |
| 2012/2013    | Česko        | EHT          | 3  | 0 | 0 | 0 | 0  |
| 2013/2014    | Česko        | EHT          | 2  | 1 | 0 | 1 | 0  |
| 2014/2015    | Česko        | EHT          | 2  | 0 | 0 | 0 | 0  |
| 2017/2018    | Česko        | EHT          | 3  | 3 | 0 | 3 | 0  |
| Celkem v EHT | Celkem v EHT | Celkem v EHT | 19 | 4 | 0 | 4 | 2  |

| Rok       | Tým               | Soutěž       | Z  | G | A | B  | TM |
| --------- | ----------------- | ------------ | -- | - | - | -- | -- |
| 2005/2006 | HC Sparta Praha   | Spengler Cup | 4  | 0 | 0 | 0  | 6  |
| 2018/2019 | HC Oceláři Třinec | Spengler Cup | 3  | 0 | 1 | 1  | 0  |
| 2017/2018 | HC Oceláři Třinec | CHL          | 11 | 5 | 4 | 9  | 6  |
| 2018/2019 | HC Oceláři Třinec | CHL          | 2  | 0 | 0 | 0  | 2  |
| Celkem    | Celkem            | Celkem       | 20 | 5 | 5 | 10 | 14 |